# Apeldoorn
Apeldoorn város és közigazgatási egység (község, gemeente) Hollandia középső részén, Gelderland tartományban. Regionális központ.

## Fekvése
A település nyugati fele a Veluwe dombháton fekszik, keleti fele pedig az IJssel folyó völgyében.

## Népesség

### Népességének változása
| Lakosok száma | 3369 | 11 318 | 15 053 | 35 572 | 60 452 | 127 955 | 148 204 | 159 041 | 161 156 | 164 781 |
|               | 1815 | 1859   | 1879   | 1909   | 1930   | 1971    | 1990    | 2016    | 2018    | 2021    |

## Gazdasági élete
A központi elhelyezkedésnek köszönhetően számos szolgáltató cég, hatóság és nagykereskedő telepedett meg itt. Ide tartoznak a biztosítótársaságok, a holland földhivatal, az adóhatóság egyes osztályai, papír-nagykereskedők. Ipara is van, beleértve a fémárut, élelmiszeripart és gépipart. Itt található az Apple Inc. közép-európai központja.
A turizmus is jelentős. A településen több szálloda és kemping is található.
A város a német-holland Oranier-Route (Oranje-Route) turistaútvonalon fekszik.